# جولي والترز
جوليا ماري «جولي» والترز (بالإنجليزية: Julie Walters)‏؛ (مواليد 22 فبراير 1950 في سمثوي كويست ميدلاندز، انكلترا) ممثلة بريطانية فازت باثنين من جوائز بافتا السينمائية، وأربع جوائز تلفزيونية بافتا، وحصلت على منحة بافتا في عام 2014، قدمت العديد من الادوار السينائية منها سلسلة أفلام هاري بوتر بتدًا من فيلم هاري بوتر وحجر الفلاسفة (2001), فيلم هاري بوتر وحجرة الأسرار (2002)، فيلم هاري بوتر وسجين أزكابان (2004), فيلم هاري بوتر وجماعة العنقاء (2007)، فيلم أصبحت جين (2007), فيلم ماما ميا!! (2008), فيلم هاري بوتر والأمير الهجين (2009)، فيلم هاري بوتر ومقدسات الموت – الجزء الأول (2010), فيلم الرسوم المتحركة غنوميو وجولييت (2011)، وفيلم هاري بوتر ومقدسات الموت – الجزء الثاني (2011)، فيلم الرسوم المتحركة جاستن وفرسان الشجاعة (2013)، فيلم فرصة واحدة (2013)، فيلم إيفي غراي (2014)، فيلم الرسوم المتحركة البريطاني بادنغتون (2014)، فيلم بروكلين (2015)، حصلت علي جوائز ايمي دورها في المسلسل البريطاني الذي انتجته بي بي سي باسم «اقامة قصيرة» والذي يناول عمليات «القتل الرحيم» التي يقدم عليها عدد من المرضى ممن يعانون من امراض لا علاج لها في عيادات في سويسرا، ذلك جائزة «بافتا» لها بحصولها على جائزة أفضل ممثلة للعام الثالث على التوالي لادائها في مسلسل «ذي وايف اوف باث».

## حياتها
ولدت والترز في مستشفى سانت تشاد، إدغباستون، برمنغهام، والذي كان آنذاك مستشفى الولادة الرئيسي ل سميثويك، ثم في ستافوردشاير. عاش والديها ماري بريدجيت (ني أوبراين)، وهو كاتب بريد آيرلندي كاثوليكي ولد في مقاطعة مايو بأيرلندا وتوماس والترز، وهو مصمم وديكور إنجليزي، في 69 طريق بيشوبتون بالقرب من حديقة ليتوودز في منطقة بيروود في سميثويك.
عمرها 18 عاما تدربت كممرضة في مستشفى الملكة إليزابيث، برمنغهام قررت ترك التمريض، ودرس اللغة الإنجليزية والدراما شارك علي خشبة المسرح عام 1970 .

## روابط خارجية
- جولي والترز على موقع IMDb (الإنجليزية)
- جولي والترز على موقع روتن توميتوز (الإنجليزية)
- جولي والترز على موقع ألو سيني (الفرنسية)
- جولي والترز على موقع ميوزك برينز (الإنجليزية)
- جولي والترز على موقع تيرنر كلاسيك موفيز (الإنجليزية)
- جولي والترز على موقع أول موفي (الإنجليزية)
- جولي والترز على موقع بوكس أوفيس موجو (الإنجليزية)
- جولي والترز على موقع قاعدة بيانات الأفلام السويدية (السويدية)
- جولي والترز على موقع إن إن دي بي (الإنجليزية)
- جولي والترز على موقع ديسكوغز (الإنجليزية)